# Karawala
Karawala, med  802 invånare (2005), är centralorten i kommunen Desembocadura de Río Grande i Región Autónoma de la Costa Caribe Sur, Nicaragua. Den ligger i den östra delen av landet, vid Karibiska havet.